# 苦闘のハイウェイ
『苦闘のハイウェイ』（原題：Hard Nose the Highway）は、ベルファスト出身のミュージシャン、ヴァン・モリソンが1973年に発表した7作目のスタジオ・アルバム。

## 背景
「サン・アンセルモの雪」は、カリフォルニア州サン・アンセルモで約30年ぶりに降雪したことに言及しており、モリソンは自動車を運転していた際に着想を得た。「グリーン」はテレビ番組『セサミストリート』のキャラクター「カーミット」が番組内で歌っていた曲のカヴァーで、モリソンは娘のシャナ・モリソンと一緒にテレビを見ていた際、この曲を取り上げることを思いついたという。
モリソンがジョニー・ウィンターのアルバム『テキサス・ロックンロール』（1974年）に提供した「Feedback on Highway 101」は、元々は本作のためのセッションで作られたアウトテイクである。

## 反響・評価
全英アルバムチャートでは3週トップ100入りして最高22位を記録し、自身3作目の全英トップ40アルバムとなった。アメリカのBillboard 200では27位に達し、自身5作目の全米トップ40アルバムとなった。
William Ruhlmannはオールミュージックにおいて5点満点中3.5点を付け「ヴァン・モリソンが1968年から1972年に発表してきた5作の名盤には及ばないが、『苦闘のハイウェイ』も、ムラがあるとはいえ敬意を表すべき作品である」と評している。

## 曲目
特記無き楽曲の作詞作曲はヴァン・モリソンによる
サイド 1
1. サン・アンセルモの雪 "Snow in San Anselmo" - 4:33
2. ウォーム・ラヴ "Warm Love" - 3:22
3. 苦闘のハイウェイ "Hard Nose the Highway" - 5:12
4. ワイルド・チルドレン "Wild Children" - 4:19
5. グレイト・ディセプション "The Great Deception" - 4:50

サイド 2
1. グリーン "Bein' Green" (Joe Raposo) - 4:20
2. オータム・ソング "Autumn Song" - 10:34
3. 紫のヒース "Purple Heather" (Traditional) - 5:42

## 参加ミュージシャン
- ヴァン・モリソン - ボーカル、ギター
- ジョン・プラタニア - ギター
- ジェフ・レイベス - ピアノ
- デヴィッド・ヘイズ - ベース
- マーティ・デヴィッド - ベース
- ゲイリー・マラバー - ドラムス、ヴィブラフォン
- リック・シュロッサー - ドラムス
- ウィリアム・アトウッド、ジャック・シュローアー、ジョセフ・エリス、ジュールス・ブルサード - ホーン・セクション
- ジョン・テニー、マイケル・ゲーリング、ナンシー・エリス、ネイザン・ルービン、テレサ・アダムス、ザヴェン・メリキアン - ストリングス
- ジャッキー・デシャノン - バックグラウンド・ボーカル
- オークランド・シンフォニー・チェンバー・コーラス - バックグラウンド・ボーカル(on #1)